# موتوشیما هیتوشی
موتوشیما هیتوشی انگلیسی: 本島 等, Motoshima Hitoshi,; ۲۰ فوریهٔ ۱۹۲۲ – ۳۱ اکتبر ۲۰۱۴) سیاست‌مدار اهل ژاپن بود.